# غسل الأرجل

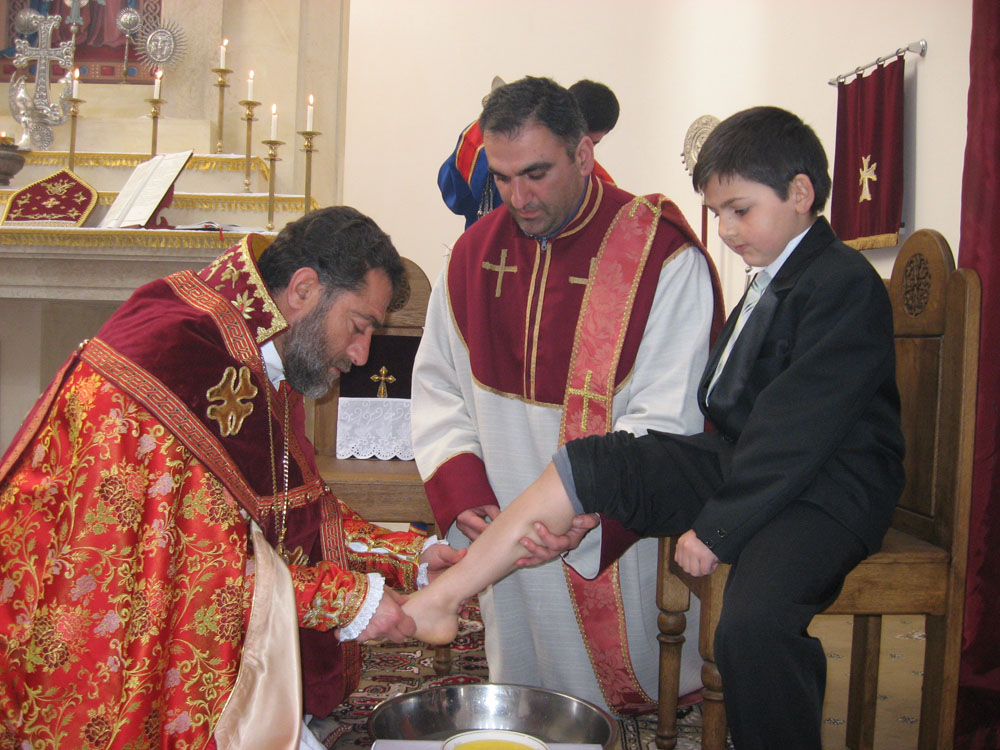
كاهن من كنيسة الأرمن الأرثوذكس يقوم بغسل أرجل المصلين في يوم خميس العهد.

تعود جذور طقس غسل الأرجل في المسيحية إلى الكتاب المقدس، حيث قام يسوع بغسل أرجل تلاميذه خلال العشاء الأخير، وقد انفرد إنجيل يوحنا بتفصيل ذلك الحدث، ويضيف على لسان يسوع، أن سبب الذي دفعه للقيام بغسل أرجلهم هو تقديم مثال بالتواضع وتبيان أهمية خدمة الآخرين والمساواة بين جميع الناس، وقد فسّر لهم ذلك بالقول: «ليس عبد أعظم من سيده ولا رسول أعظم من مرسله، فإن كنتم قد عرفتم هذا فطوبى لكم إذا عملتم به.»يو 13:17]
استمرت ممارسة الطقس حتى بعد وفاة رسل المسيح الاثنا عشر أو نهاية ما يسمى العصر الرسولي. ويبدو أن الطقس مورس في القرون الأولى للمسيحية على سبيل المثال، يَذكر ترتليان (145-220) الممارسة في مؤلفاته دي كورونا، ولكنه لا يعطي أي تفاصيل عن الجهة التي تمارس أو الطريقة التي كانت تمارس. كما أن هناك بعض الوثائق تشير أن الجماعات المسيحية مارست الطقس في ميلانو حوالي سنة 380 للميلاد، كما تمت الإشارة إلى الطقس من قبل أوغسطين حوالي سنة 400 للميلاد. واستمر ممارسة طقس غسل الأرجل في وقت المعمودية في شمال أفريقيا، وفرنسا، وألمانيا، وميلانو، وشمال إيطاليا وأيرلندا.
وبناءاً على الحدث تبنّت العديد من الكنائس المسيحية ممارسة طقس غسل الأرجل، اقتداء في يسوع. يرمز الطقس حسب التقاليد المسيحية إلى المحبة والتواضع ومبادئ العطاء، تمارس معظم الطوائف الطقس بشكل خاص في يوم خميس العهد. في كثير من الأحيان في هذه الخدمات، يقوم الأسقف أو رجال الدين أو رؤساء الأديرة في عملية غسل الأرجل.
تُمارس العديد من الكنائس المعمدانيّة طقس غسل الأرجل كفريضة دينية بشكل منتظم، إلى جانب العديد من المجموعات البروتستانتية بما في ذلك مجموعات الأدفنتست، والطوائف الخمسينية وبعض القائلون بتجديدية العماد. كما أنّ طقس غسل الأرجل من الفرائض الدينية في الرهبنة البندكتية الكاثوليكيَّة. تاريخيًا إشترك معظم ملوك أوروبا في طقوس الأرجل في البلاط الملكي في يوم خميس العهد، وهي ممارسة استمرت من قِبل إمبراطور الإمبراطورية النمساوية المجرية وملك إسبانيا والعائلة المالكة البريطانية.